# 日津公平座
日津公平座是一間臺灣日治時期的戲院，位於臺南州新營郡鹽水街（今臺南市鹽水區），為新營郡四間戲院之一，於第二世界大戰時受戰火影響而毀壞，其所有者暨經營者為王炎順。
日津公平座並不播放電影，只演出戲劇，而當時的戲劇主要可分為臺灣民間故事與日本時代劇，而在日治末期還增加由日本人改良歌仔戲而來，以家庭為主題的戲劇。